# Juniperus horizontalis
Juniperus horizontalis är en cypressväxtart som beskrevs av Conrad Moench. Juniperus horizontalis ingår i släktet enar, och familjen cypressväxter. IUCN kategoriserar arten globalt som livskraftig. Inga underarter finns listade i Catalogue of Life.

## Bildgalleri

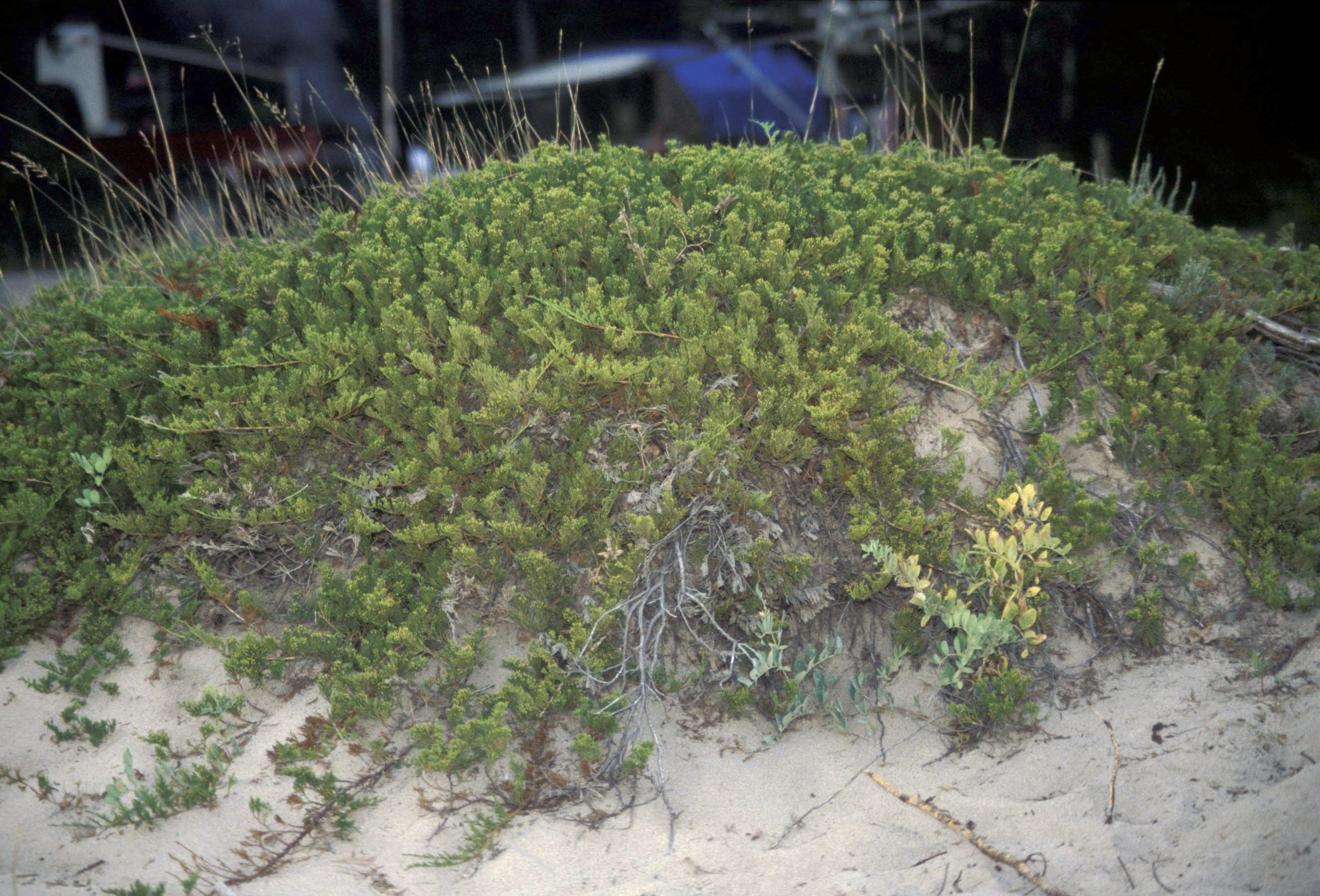
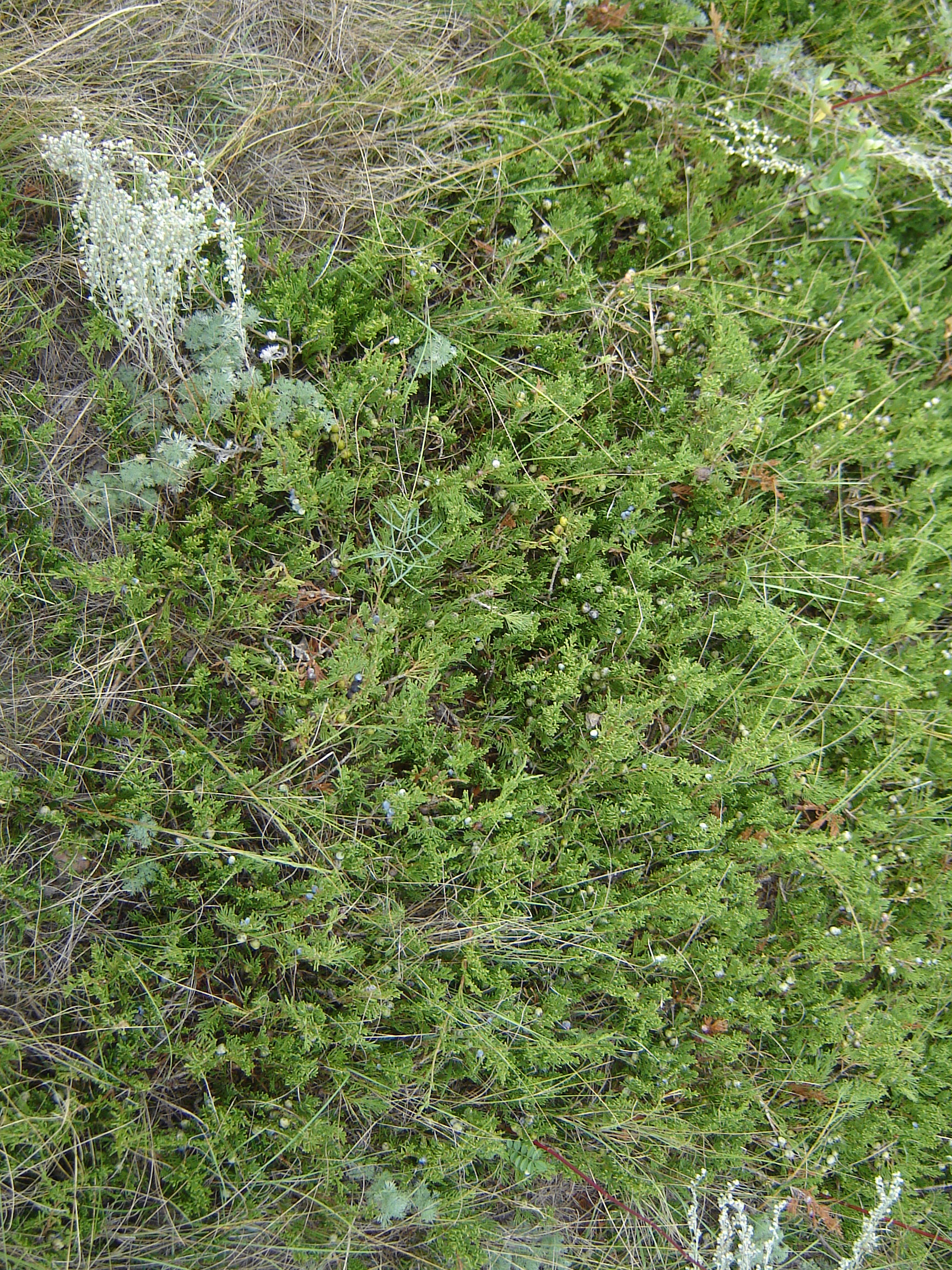
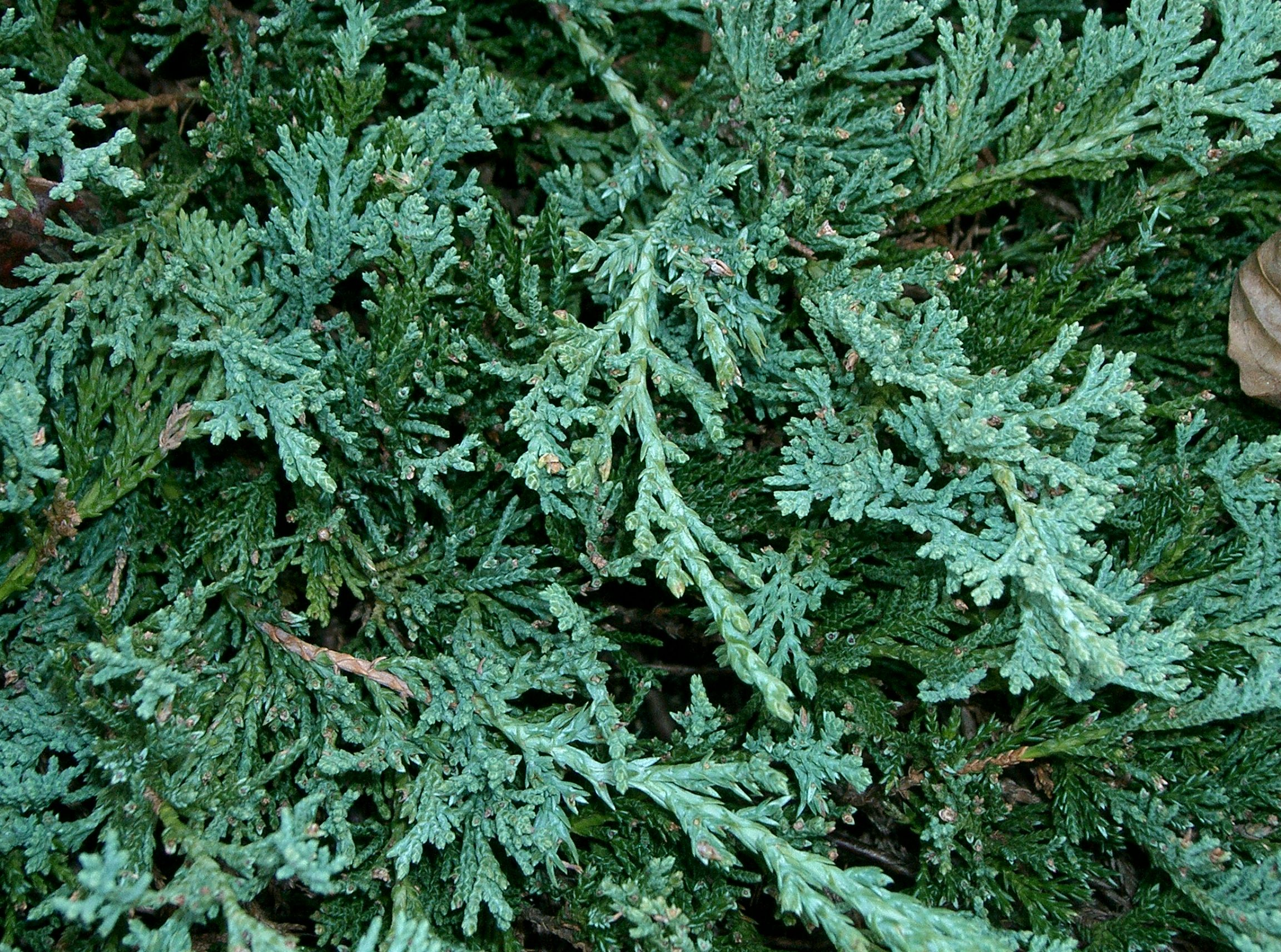
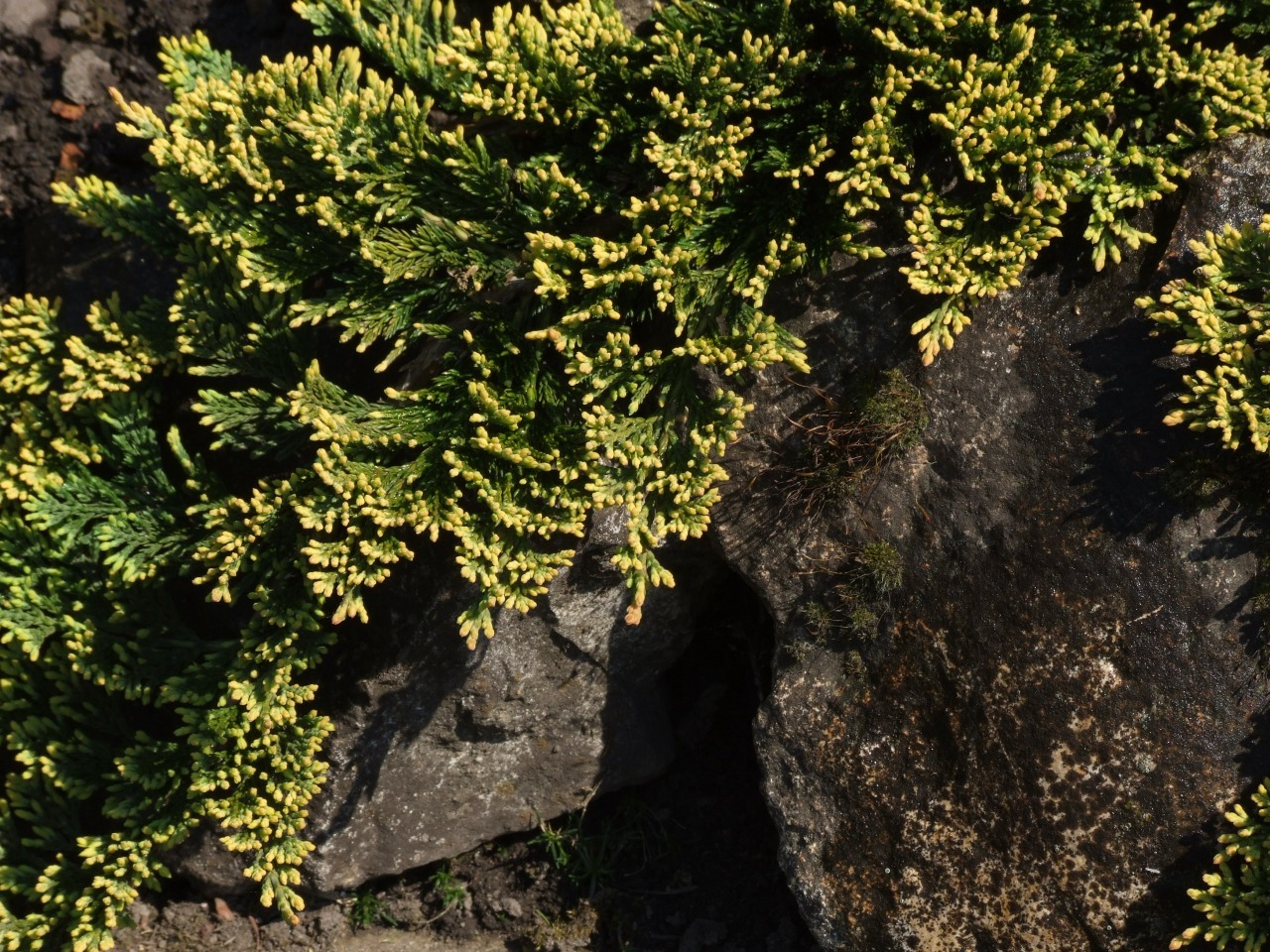
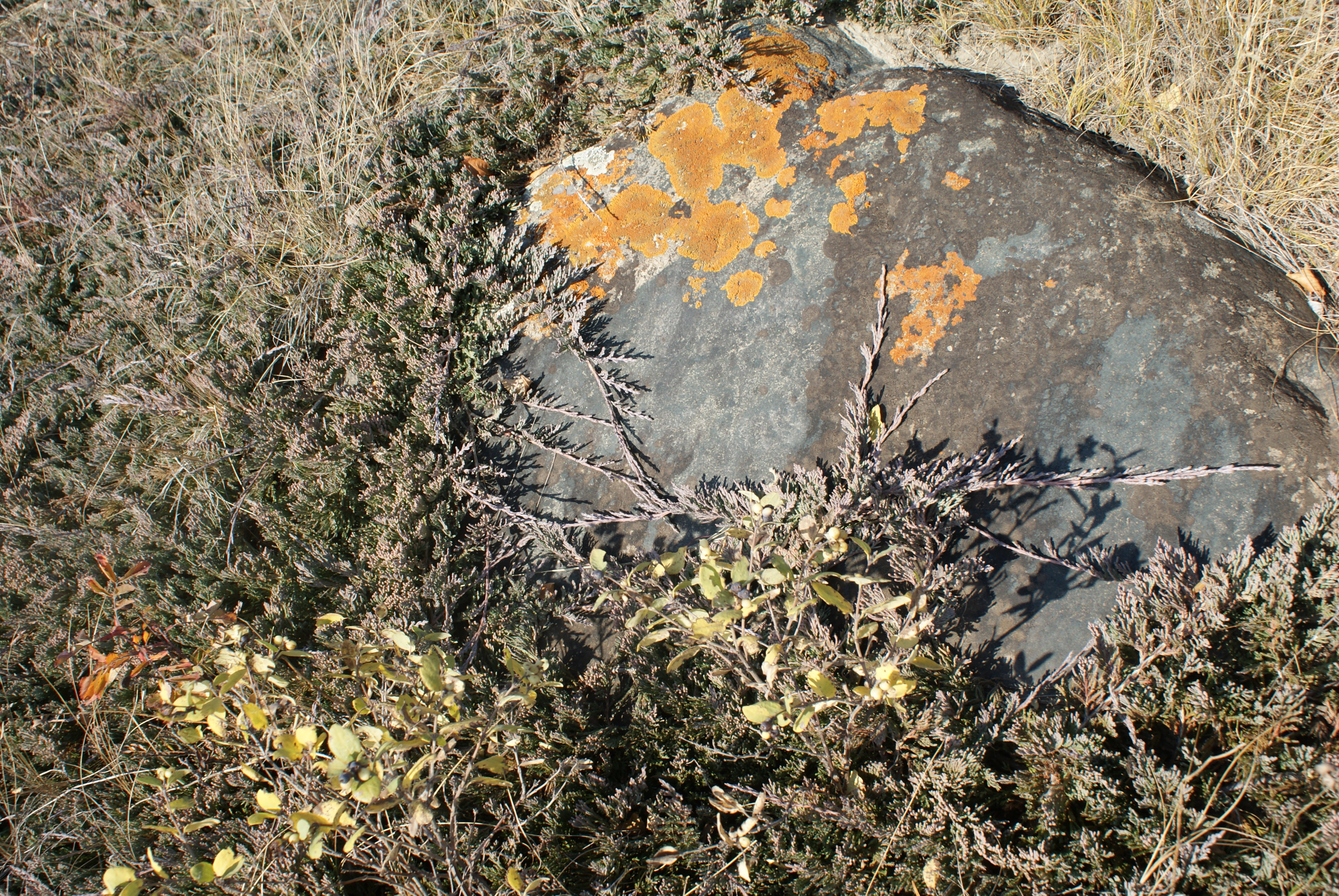
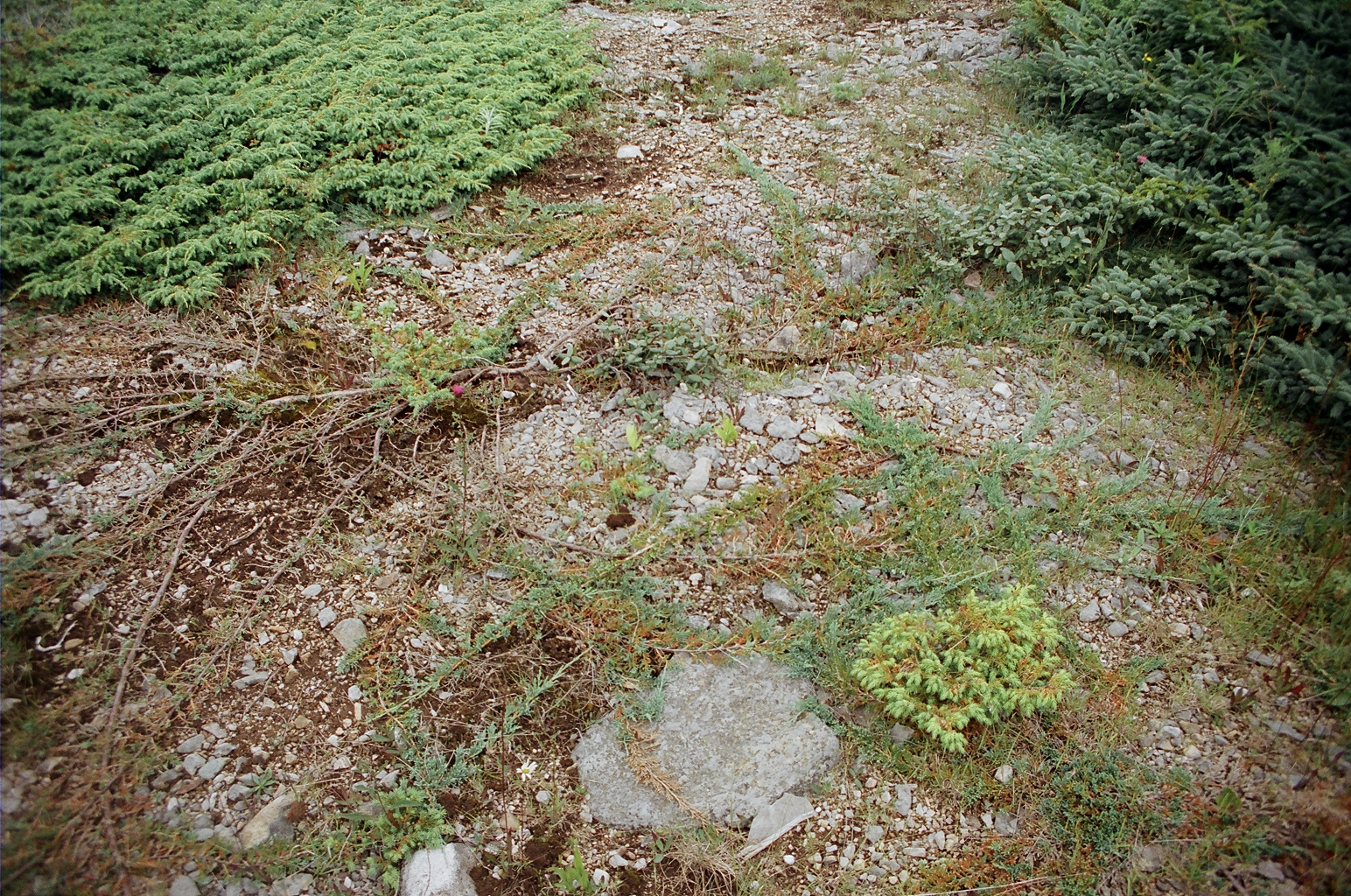